# Лейк, Грег
Грег Лейк (англ. Greg Lake, полное имя Гре́гори Стю́арт Лейк, англ. Gregory Stuart Lake; 10 ноября 1947, Пул, Дорсет, Англия — 7 декабря 2016) — британский бас-гитарист, гитарист, вокалист, автор песен и продюсер, наиболее известный как участник King Crimson и супергруппы Emerson, Lake and Palmer.
Лейка считают одним из крупнейших талантов британской сцены прогрессивного рока и в качестве автора, и в качестве исполнителя. У него характерный тембр голоса и свой стиль игры на гитаре. Его музыкальный талант начал проявляться рано, один из хитов ELP «Lucky Man» он написал, ещё учась в школе.
Скончался после продолжительной борьбы с раком 7 декабря 2016 года, пережив Кита Эмерсона менее чем на девять месяцев.

## Биография
Грег родился и вырос в самой бедной части портового Борнмута. Гитару Лейку подарила мать на двенадцатый день рождения. Позже он стал посещать уроки гитарного мастерства, которые давал местный учитель Дон Страйк. На этих уроках Грег познакомился с ещё одним студентом Страйка по имени Роберт Фрипп; вскоре они стали друзьями.
До 1968 года Лейк играл в различных местных группах, пока наконец не остановил свой выбор на The Gods, где выступали Кен Хенсли и Ли Керслейк. Тогда же в полной мере проявился сочинительский талант Лейка. Лейк покинул группу The Gods после того, как Роберт Фрипп, игравший тогда в группе Giles, Giles and Fripp, пригласил его в свой новый проект, названный King Crimson. В составе King Crimson Лейк участвовал в записи их первого альбома In the Court of the Crimson King, который был выпущен в осенью 1969 года и принёс группе успех. Однако в начале 1970 года, в процессе работы над следующим альбомом In the Wake of Poseidon, Лейк принял решение покинуть King Crimson, так как он принял предложение Кита Эмерсона войти в его новый проект, названный Emerson, Lake & Palmer (ELP).
Впоследствии Лейк имел успешную карьеру как участник супергруппы ELP, с которой и выступал с перерывами вплоть до 2010-х годов, продолжая время от времени выпускать сольные альбомы.
9 января 2016 года Консерватория Николини в Пьяченце , Италия, удостоила его почетной степени в области композиции музыки и текстов . Это первая степень, присуждаемая любой консерваторией за всю историю. 
Лейк потратил несколько лет на написание своей автобиографии Lucky Man, которую первоначально планировалось опубликовать в 2012 году, но в итоге выпустили посмертно в июне 2017 года.

## Дискография

### С King Crimson (студийные альбомы)
- 1969 In the Court of the Crimson King
- 1970 In the Wake of Poseidon

### С Emerson Lake & Palmer (студийные альбомы)
- 1970 Emerson, Lake and Palmer
- 1971 Tarkus
- 1972 Trilogy
- 1973 Brain Salad Surgery
- 1977 Works Volume I
- 1977 Works Volume II
- 1978 Love Beach
- 1986 Emerson, Lake and Powell
- 1988 To the Power of 3
- 1992 Black Moon
- 1994 In the Hot Seat

### Сольные альбомы
- 1975 I Believe in Father Christmas (сингл)
- 1977 C’est la vie (сингл)
- 1977 Watching Over You (сингл)
- 1981 Love You Too Much (сингл)
- 1981 Let Me Love You Once (сингл)
- 1981 Nuclear Attack (сингл)
- 1981 Greg Lake
- 1982 It Hurts/Retribution Drive (сингл)
- 1983 Famous Last Words (сингл)
- 1983 Manoeuvres
- 1995 King Biscuit Flower Hour Presents Greg Lake in Concert (концертный, совместно с Гэри Муром
- 1997 The Greg Lake Retrospective: From the Beginning (сборник)
- 1998 From the Underground: The Official Bootleg (сборник)
- 2003 From the Underground 2: Deeper Into the Mine — An Official Greg Lake Bootleg (сборник)
- 2007 Greg Lake (сборник)
- 2013 Songs of a Lifetime (концертный)
- 2014 Live from Manticore Hall with Keith Emerson (концертный, совместно с Китом Эмерсоном)
- 2015 Ride the Tiger (совместно с Джеффом Даунсом)